# Clytocosmus nichollsi
Clytocosmus nichollsi är en tvåvingeart som beskrevs av Paramonov 1953. Clytocosmus nichollsi ingår i släktet Clytocosmus och familjen storharkrankar. Inga underarter finns listade i Catalogue of Life.